# Kvalifikace na Mistrovství Evropy ve fotbale 2004 – skupina 10

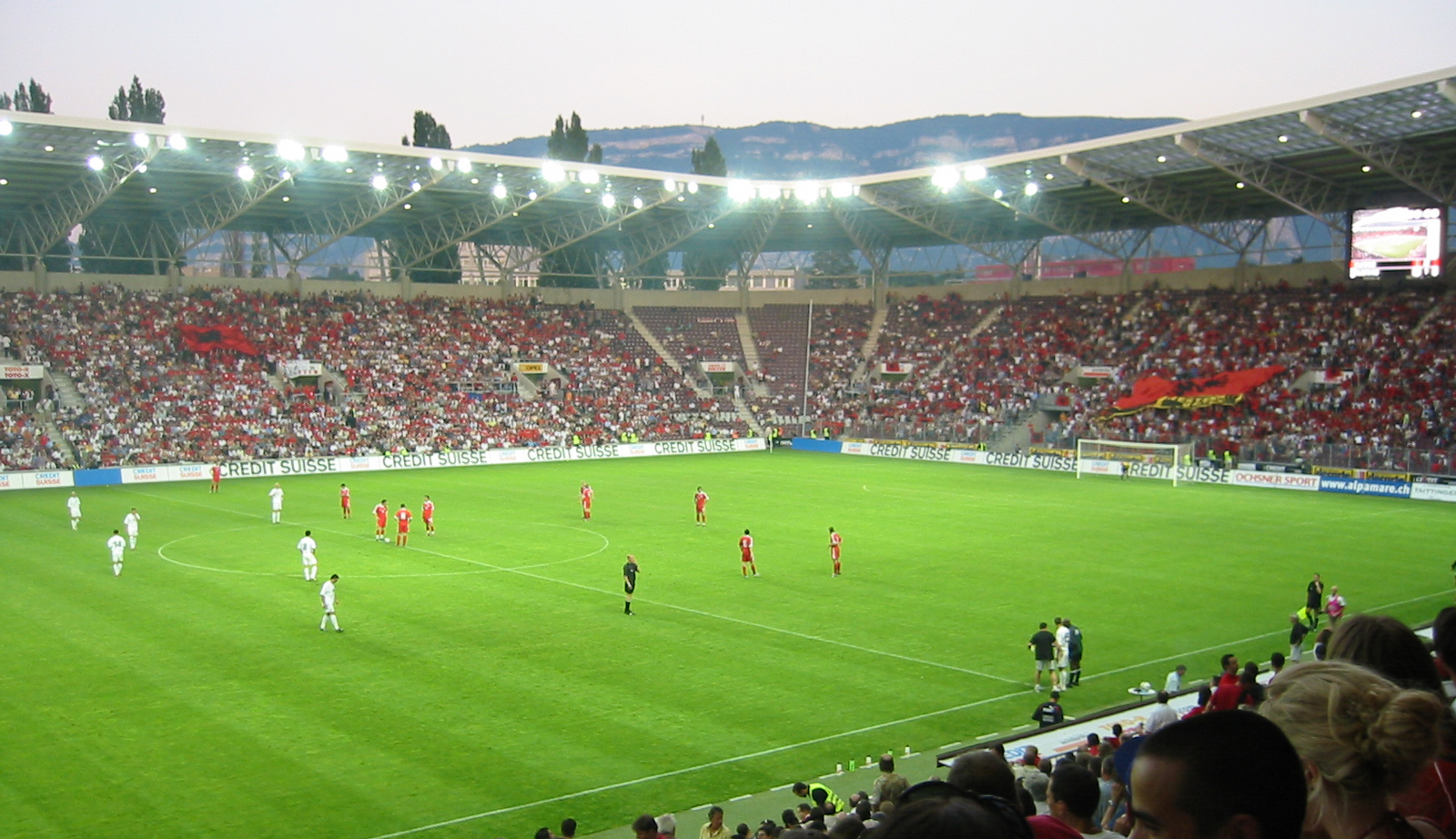
Kvalifikační hra UEFA Mistrovství Evropy ve fotbale v roce 2004 mezi Švýcarskem a Albanii 3-2

Zápasy této kvalifikační skupiny na Mistrovství Evropy ve fotbale 2004 se konaly v letech 2002 a 2003. Z pěti účastníků si postup na závěrečný turnaj zajistil vítěz skupiny. Druhý tým skupiny hrál baráž.

## Tabulka
| Tým       | Z | V | R | P | VG | IG | B  |
| --------- | - | - | - | - | -- | -- | -- |
| Švýcarsko | 8 | 4 | 3 | 1 | 15 | 11 | 15 |
| Rusko     | 8 | 4 | 2 | 2 | 19 | 12 | 14 |
| Irsko     | 8 | 3 | 2 | 3 | 10 | 11 | 11 |
| Albánie   | 8 | 2 | 2 | 4 | 11 | 15 | 8  |
| Gruzie    | 8 | 2 | 1 | 5 | 8  | 14 | 7  |

## Zápasy
| 7. září 2002 17:00                                      |                          |                          |                                                                            |
| Rusko                                                   | 4 – 2                    | Irsko                    | Lokomotiv Stadium, Moskva diváci: 26,000 rozhodčí: Claude Colombo (France) |
| Karjaka 20' Běsčastnych 24' Keržakov 71' Babb 88' (vl.) | Report[nedostupný zdroj] | Doherty 69' Morrison 76' | Lokomotiv Stadium, Moskva diváci: 26,000 rozhodčí: Claude Colombo (France) |

| 8. září 2002 16:00                             |                          |               |                                                                              |
| Švýcarsko                                      | 4 – 1                    | Gruzie        | St. Jakob Park, Basilej diváci: 20,500 rozhodčí: Vladimir Krisnak (Slovakia) |
| Frei 37' H. Yakin 62' Müller 74' Chapuisat 81' | Report[nedostupný zdroj] | Arveladze 62' | St. Jakob Park, Basilej diváci: 20,500 rozhodčí: Vladimir Krisnak (Slovakia) |

| 12. září 2002 20:00 |                          |              |                                                                             |
| Albánie             | 1 – 1                    | Švýcarsko    | Qemal Stafa Stadium, Tirana diváci: 15,000 rozhodčí: Orhan Erdemir (Turkey) |
| Murati 79'          | Report[nedostupný zdroj] | M. Yakin 37' | Qemal Stafa Stadium, Tirana diváci: 15,000 rozhodčí: Orhan Erdemir (Turkey) |

| 16. října 2002 17:00                  |                          |          |                                                                           |
| Rusko                                 | 4 – 1                    | Albánie  | Central Stadium, Volgograd diváci: 18,000 rozhodčí: Leif Sundell (Sweden) |
| Keržakov 3' Semak 42', 55' Onopko 52' | Report[nedostupný zdroj] | Duro 13' | Central Stadium, Volgograd diváci: 18,000 rozhodčí: Leif Sundell (Sweden) |

| 16. října 2002 20:30 |                          |                            |                                                                        |
| Irsko                | 1 – 2                    | Švýcarsko                  | Lansdowne Road, Dublin diváci: 35,000 rozhodčí: Rune Pedersen (Norway) |
| Magnin 78' (vl.)     | Report[nedostupný zdroj] | H. Yakin 45' Celestini 87' | Lansdowne Road, Dublin diváci: 35,000 rozhodčí: Rune Pedersen (Norway) |

| 29. března 2003 18:00         |                          |             |                                                                               |
| Albánie                       | 3 – 1                    | Rusko       | Loro Boriçi Stadium, Shkodër diváci: 16,000 rozhodčí: Paul Allaerts (Belgium) |
| Rraklli 20' Lala 79' Tare 82' | Report[nedostupný zdroj] | Karjaka 76' | Loro Boriçi Stadium, Shkodër diváci: 16,000 rozhodčí: Paul Allaerts (Belgium) |

| 29. března 2003 18:00 |                          |                      |                                                                                  |
| Gruzie                | 1 – 2                    | Irsko                | Mikheil Meskhi Stadium, Tbilisi diváci: 10,000 rozhodčí: Kyris Vassaras (Greece) |
| Kobiashvili 62'       | Report[nedostupný zdroj] | Duff 18' Doherty 84' | Mikheil Meskhi Stadium, Tbilisi diváci: 10,000 rozhodčí: Kyris Vassaras (Greece) |

| 2. dubna 2003 18:00 |                          |           |                                                                                  |
| Gruzie              | 0 – 0                    | Švýcarsko | Mikheil Meskhi Stadium, Tbilisi diváci: 10,000 rozhodčí: Edo Trivković (Croatia) |
|                     | Report[nedostupný zdroj] |           | Mikheil Meskhi Stadium, Tbilisi diváci: 10,000 rozhodčí: Edo Trivković (Croatia) |

| 2. dubna 2003 18:30 |                          |       |                                                                             |
| Albánie             | 0 – 0                    | Irsko | Qemal Stafa Stadium, Tirana diváci: 20,000 rozhodčí: Stefano Farina (Italy) |
|                     | Report[nedostupný zdroj] |       | Qemal Stafa Stadium, Tirana diváci: 20,000 rozhodčí: Stefano Farina (Italy) |

| 30. dubna 2003 17:00 |                          |       |                                                                                     |
| Gruzie               | 1 – 0                    | Rusko | Mikheil Meskhi Stadium, Tbilisi diváci: 11,000 rozhodčí: Franz-Xaver Wack (Germany) |
| Asatiani 12'         | Report[nedostupný zdroj] |       | Mikheil Meskhi Stadium, Tbilisi diváci: 11,000 rozhodčí: Franz-Xaver Wack (Germany) |

| 7. června 2003 16:00       |                          |          |                                                                          |
| Irsko                      | 2 – 1                    | Albánie  | Lansdowne Road, Dublin diváci: 33,000 rozhodčí: Tomasz Mikulski (Poland) |
| Keane 6' Aliaj 90+2' (vl.) | Report[nedostupný zdroj] | Skela 8' | Lansdowne Road, Dublin diváci: 33,000 rozhodčí: Tomasz Mikulski (Poland) |

| 7. června 2003 20:15 |                          |                           |                                                                               |
| Švýcarsko            | 2 – 2                    | Rusko                     | St. Jakob Park, Basilej diváci: 30,500 rozhodčí: Arturo Dauden Ibañez (Spain) |
| Frei 13', 15'        | Report[nedostupný zdroj] | Ignaševič 23', 67' (pen.) | St. Jakob Park, Basilej diváci: 30,500 rozhodčí: Arturo Dauden Ibañez (Spain) |

| 11. června 2003 20:15         |                          |                           |                                                                          |
| Švýcarsko                     | 3 – 2                    | Albánie                   | Stade de Genève, Ženeva diváci: 26,000 rozhodčí: Steve Bennett (England) |
| Haas 10' Frei 32' Cabanas 71' | Report[nedostupný zdroj] | Lala 22' Skela 86' (pen.) | Stade de Genève, Ženeva diváci: 26,000 rozhodčí: Steve Bennett (England) |

| 11. června 2003 20:30 |                          |        |                                                                                    |
| Irsko                 | 2 – 0                    | Gruzie | Lansdowne Road, Dublin diváci: 36,000 rozhodčí: Eduardo Iturralde González (Spain) |
| Doherty 43' Keane 59' | Report[nedostupný zdroj] |        | Lansdowne Road, Dublin diváci: 36,000 rozhodčí: Eduardo Iturralde González (Spain) |

| 6. září 2003 17:00 |        |               |                                                                         |
| Irsko              | 1 – 1  | Rusko         | Lansdowne Road, Dublin diváci: 36,000 rozhodčí: Ľuboš Micheľ (Slovakia) |
| Duff 35'           | Report | Ignaševič 42' | Lansdowne Road, Dublin diváci: 36,000 rozhodčí: Ľuboš Micheľ (Slovakia) |

| 6. září 2003 17:00             |                          |         |                                                                                        |
| Gruzie                         | 3 – 0                    | Albánie | Boris Paichadze Stadium, Tbilisi diváci: 18,000 rozhodčí: Nicolai Vollquartz (Denmark) |
| Arveladze 8', 43' Ashvetia 17' | Report[nedostupný zdroj] |         | Boris Paichadze Stadium, Tbilisi diváci: 18,000 rozhodčí: Nicolai Vollquartz (Denmark) |

| 10. září 2003 18:00                |                          |                   |                                                                              |
| Rusko                              | 4 – 1                    | Švýcarsko         | Lokomotiv Stadium, Moskva diváci: 28,800 rozhodčí: Pierluigi Collina (Italy) |
| Bulykin 19', 32', 58' Mostovoj 72' | Report[nedostupný zdroj] | Karjaka 12' (vl.) | Lokomotiv Stadium, Moskva diváci: 28,800 rozhodčí: Pierluigi Collina (Italy) |

| 10. září 2003 20:00         |                          |               |                                                                               |
| Albánie                     | 3 – 1                    | Gruzie        | Qemal Stafa Stadium, Tirana diváci: 10,500 rozhodčí: Mircea Salomir (Romania) |
| Hasi 51' Tare 53' Bushi 80' | Report[nedostupný zdroj] | Arveladze 64' | Qemal Stafa Stadium, Tirana diváci: 10,500 rozhodčí: Mircea Salomir (Romania) |

| 11. října 2003 17:30              |                          |             |                                                                            |
| Rusko                             | 3 – 1                    | Gruzie      | Lokomotiv Stadium, Moskva diváci: 30,000 rozhodčí: Konrad Plautz (Austria) |
| Bulykin 29' Titov 45+1' Syčev 73' | Report[nedostupný zdroj] | Iashvili 3' | Lokomotiv Stadium, Moskva diváci: 30,000 rozhodčí: Konrad Plautz (Austria) |

| 11. října 2003 17:30 |        |       |                                                                        |
| Švýcarsko            | 2 – 0  | Irsko | St. Jakob-Park, Basilej diváci: 31,006 rozhodčí: Anders Frisk (Sweden) |
| H. Yakin 6' Frei 60' | Report |       | St. Jakob-Park, Basilej diváci: 31,006 rozhodčí: Anders Frisk (Sweden) |